# Yoshio Harada
Yoshio Harada (原田芳雄, Harada Yoshio), né le 29 février 1940 et mort le 19 juillet 2011, est un acteur et chanteur japonais.

## Filmographie sélective

### Cinéma
- 1968 : Entendre la chanson de la vengeance (復讐の歌が聞える, Fukushū no uta ga kikoeru?) de Masahisa Sadanaga et Shigeyuki Yamane
- 1970 : Shinjuku Outlaw: Buttobase (新宿アウトロー ぶっ飛ばせ?) de Toshiya Fujita
- 1971 : Nora-neko rokku: Bōsō shūdan'71 (野良猫ロック 暴走集団’７１?) de Toshiya Fujita : Pirania
- 1971 : Kantō nagaremono (関東流れ者?) de Keiichi Ozawa
- 1971 : Le Sable mouillé d'août (八月の濡れた砂, Hachigatsu no nureta suna?) de Toshiya Fujita : le prêtre
- 1973 : Akai tori nigeta? (赤い鳥逃げた？?) de Toshiya Fujita : Hiroshi Bando
- 1974 : Lady Snowblood 2: Love Song of Vengeance (修羅雪姫 怨み恋歌, Shurayuki hime: Urami renga?) de Toshiya Fujita : Shusuke Tokunaga
- 1974 : L'Assassinat de Ryōma (竜馬暗殺, Ryōma ansatsu?) de Kazuo Kuroki : Ryōma Sakamoto
- 1974 : Cache-cache pastoral (田園に死す, Den'en ni shisu?) de Shūji Terayama : Arashi
- 1975 : Les Préparatifs de la fête (祭りの準備, Matsuri no junbi?) de Kazuo Kuroki : Toshihiro Nakajima
- 1976 : Kimi yo fundo no kawa o watare (君よ噴怒の河を渉れ?) de Jun'ya Satō : Yamura
- 1977 : Histoire de mélancolie et de tristesse (悲愁物語, Hishū monogatari?) de Seijun Suzuki : Miyake
- 1977 : Orin la proscrite (はなれ瞽女おりん, Hanare goze Orin?) de Masahiro Shinoda : Senzo Tsurukawa / Heitarō Iwabuchi
- 1978 : Le Samouraï et le Shogun (柳生一族の陰謀, Yagyū ichizoku no inbō?) de Kinji Fukasaku : Sanza Nagoya, le joueur de flûte
- 1978 : La Guerre atomique/L'Amour perdu (原子力戦争 Lost Love, Genshiryoku sensō: Lost Love?) de Kazuo Kuroki : Sakata
- 1978 : Inubue (犬笛?) de Sadao Nakajima : Kanji Mitsueda
- 1978 : Orange Road Express (オレンジロード急行, Orenji rōdo kyūkō?) de Kazuki Ōmori
- 1979 : Chasseurs des ténèbres (闇の狩人, Yami no karyudo?) de Hideo Gosha : Yataro Tanigawa
- 1980 : Mélodie tzigane (ツィゴイネルワイゼン, Tsigoineruwaizen?) de Seijun Suzuki : Nakasago
- 1980 : Hippocrates (ヒポクラテスたち, Hipokuratesu-tachi?) de Kazuki Ōmori : Tokumatsu
- 1980 : Misuta, Misesu, Misu Ronri (ミスター・ミセス・ミス・ロンリー?) de Tatsumi Kumashiro : Eisuke Misaki
- 1981 : Surō na bugi ni shitekure (スローなブギにしてくれ?) de Toshiya Fujita : Teruo Miyazato
- 1981 : Brumes de chaleur (陽炎座, Kagerō-za?) de Seijun Suzuki : Wada
- 1982 : Piscine sans eau (水のないプール, Mizu no nai pūru?) de Kōji Wakamatsu : le propriétaire
- 1983 : Namidabashi (泪橋?) de Kazuo Kuroki : Shuzo
- 1984 : Sukanpin wōku (すかんぴんウォーク?) de Kazuki Ōmori : Tsutomu Yahagi
- 1984 : Umitsubame Jō no kiseki (海燕ジョーの奇跡?) de Toshiya Fujita : Yonamine
- 1984 : Adieu l'arche (さらば箱舟, Saraba hakobune?) de Shūji Terayama : Daisaki Tokito
- 1985 : Tomo yo, shizuka ni nemure (友よ、静かに瞑れ?) de Yōichi Sai : Jiro Takahata
- 1989 : Plus facile qu'un baiser (キスより簡単, Kiss yori kantan?) de Kōji Wakamatsu
- 1989 : Yumemi-dōri no hitobito (夢見通りの人々?) d'Azuma Morisaki (en)
- 1989 : Dotsuitarunen (どついたるねん?) de Junji Sakamoto : Makio Sajima
- 1989 : Shucchō (出張?) d'Isao Okishima (ja)
- 1990 : Rōnin-gai (浪人街?) de Kazuo Kuroki : Gennai Aramaki
- 1990 : Prêt à tirer (われに撃つ用意あり, Ware ni utsu yoi ari?) de Kōji Wakamatsu : Katsuhiko Goda
- 1991 : L'Incapable (無能の人, Munō no hito?) de Naoto Takenaka
- 1992 : Sosuke, le cocu (寝盗られ宗介, Netorare Sosuke?) de Kōji Wakamatsu : Sosuke Kitamura
- 1995 : La Proie (The Hunted) de J. F. Lawton (en) : Ijuro Takeda
- 1997 : Onibi, le démon (鬼火, Onibi?) de Rokurō Mochizuki : Noriyuki Kunihiro
- 2000 : Suri (スリ?) de Kazuo Kuroki
- 2000 : La Ville murmurée (ざわざわ下北沢, Zawa-zawa Shimokita-zawa?) de Jun Ichikawa : Kyushiro
- 2000 : Party 7 de Katsuhito Ishii : capitaine Banana
- 2002 : L'Été d'un garçon en 1945 (美しい夏キリシマ, Utsukushii natsu Kirishima?) de Kazuo Kuroki : Shigenori Hidaka
- 2004 : Heaven's Bookstore (天国の本屋〜恋火, Tengoku no hon'ya 〜 koibi?) de Tetsuo Shinohara : Yamaki
- 2004 : La Face de Jizo (en) (父と暮せば, Chichi to kuraseba?) de Kazuo Kuroki : Takezō
- 2004 : Izo (イゾウ?) de Takashi Miike
- 2004 : Niwatori wa hadashi da (ニワトリはハダシだ?) d'Azuma Morisaki (en) : Mamoru Ohama
- 2007 : Nightmare Detective (悪夢探偵, Akumu Tantei?) de Shin'ya Tsukamoto : Keizo Oishi
- 2007 : Dororo (どろろ?) d'Akihiko Shiota : Jutai
- 2008 : Still Walking (歩いても 歩いても, Aruitemo aruitemo?) de Hirokazu Kore-eda : Kyōhei Yokoyama
- 2010 : Zatōichi: The Last (座頭市 THE LAST?) de Junji Sakamoto
- 2011 : I Wish, nos vœux secrets (奇跡, Kiseki?) de Hirokazu Kore-eda : Wataru Yamamoto
- 2011 : Someday (大鹿村騒動記, Ōshikamura sōdōki?) de Junji Sakamoto

### Télévision
- 1995 : Ring: Kanzenban (リング 完全版?) de Chisui Takigawa (ja) : Ryūji Takayama (téléfilm)
- 2005 : Engine (エンジン, Enjin?) : Takeshi Kanzaki (série TV)

## Distinctions
Sauf indication contraire, les informations mentionnées dans cette section peuvent être confirmées par la base de données cinématographiques IMDb,  présente dans la section « Liens externes ».

### Décorations
- 2003 : récipiendaire de la médaille au ruban pourpre
- 2011 : récipiendaire de l'Ordre du Soleil levant de quatrième classe

### Récompenses
- 1976 : Blue Ribbon Award du meilleur acteur dans un second rôle pour Les Préparatifs de la fête et Cache-cache pastoral[1]
- 1976 : prix Kinema Junpō du meilleur acteur dans un second rôle pour Les Préparatifs de la fête[2]
- 1989 : prix du meilleur acteur dans un second rôle pour Dotsuitarunen, Plus facile qu'un baiser et Yumemi-dōri no hitobito aux Prix Hōchi du cinéma[3]
- 1990 : prix Kinema Junpō du meilleur acteur dans un second rôle pour Dotsuitarunen, Plus facile qu'un baiser et Yumemi-dōri no hitobito
- 1990 : prix Mainichi du meilleur acteur dans un second rôle pour Dotsuitarunen, Shucchō, Plus facile qu'un baiser et Yumemi-dōri no hitobito[4]
- 1990 : prix du meilleur acteur dans un second rôle pour Dotsuitarunen et Plus facile qu'un baiser au festival du film de Yokohama
- 1990 : Nikkan Sports Film Award du meilleur acteur pour Rōnin-gai et Prêt à tirer
- 1991 : Blue Ribbon Award du meilleur acteur pour Rōnin-gai et Prêt à tirer[5]
- 1991 : prix spécial pour sa carrière au festival du film de Yokohama
- 1992 : Nikkan Sports Film Award du meilleur acteur pour Sosuke, le cocu
- 1993 : prix Kinema Junpō du meilleur acteur pour Sosuke, le cocu
- 1998 : Japanese Professional Movie Award du meilleur acteur pour Onibi, le démon[6]
- 1998 :  prix Mainichi du meilleur acteur pour Onibi, le démon[7]
- 1998 : prix du meilleur acteur pour Onibi, le démon au festival du film de Yokohama
- 2001 : prix Kinema Junpō du meilleur acteur pour Suri, Party 7 et La Ville murmurée
- 2004 : prix du meilleur acteur dans un second rôle pour L'Été d'un garçon en 1945, La Face de Jizo (en) et Niwatori wa hadashi da aux Prix Hōchi du cinéma[3]
- 2011 : prix spécial pour sa carrière aux Prix Hōchi du cinéma[3]
- 2012 : prix du meilleur acteur pour Someday et prix spécial du président du jury aux Japan Academy Prize[8]
- 2012 : prix Kinema Junpō du meilleur acteur pour Someday

### Nominations
- 1991 : prix du meilleur acteur pour Rōnin-gai et Prêt à tirer aux Japan Academy Prize[9]
- 1993 : prix du meilleur acteur pour Sosuke, le cocu aux Japan Academy Prize[10]